# Туко-туко
Ту́ко-ту́ко (лат. Ctenomys) — род южноамериканских грызунов, выделяемый в отдельное семейство тукоту́ковых (лат. Ctenomyidae). Родовое название звукоподражательное, восходит к издаваемому представителями рода при коммуникации звуку, похожему на «туку-туку-токо».

## Внешний вид
Небольшие грызуны, чья масса достигает 700 г. Длина тела 17—25 см, хвоста 6—8 см. Морфологические признаки показывают высокую степень приспособленности к подземному образу жизни. У туко-туко тяжёлое, массивное телосложение; большая голова на короткой, толстой шее. Морда несколько уплощённая. Глаза небольшие, расположены высоко на голове; ушные раковины сильно редуцированы. Конечности короткие, мускулистые; передние конечности несколько короче задних. Кисти и стопы 5-палые, вооружены длинными, мощными когтями (сильнее развиты на передних лапах). Стопа окаймлена щёткой жёстких щетинковидных волос, которые увеличивают её поверхность и служат гребнем при чистке меха. Хвост короткий, покрыт редкими короткими волосами. Волосяной покров разной высоты и длины. Его окраска тёмно- или светло-коричневая, тёмно-серовато-жёлтая или тёмно-жёлтая. У самки 3 пары сосков. Зубов 20; характерны большие, мощные резцы. В целом, туко-туко напоминают североамериканских гоферов, но у них отсутствуют защёчные мешки.

## Образ жизни
Туко-туко обитают в умеренной и субтропической зонах Южной Америки — от южного Перу и Мату-Гросу (Бразилия) вплоть до Огненной Земли. В горах поднимаются на высоту до 5000 м над уровнем моря, предпочитая держаться на высокогорных неокультуренных участках. Ведут подземный образ жизни, строя сложные разветвлённые системы ходов с гнездовыми камерами, кладовыми и уборными. Для строительства туко-туко предпочитают рыхлые или песчаные почвы. Водяной туко-туко (лат. Ctenomys lewisi) строит норы по берегам водоёмов и, видимо, ведёт полуводный образ жизни. Роют туко-туко в основном не передними лапами, а резцами, затем отгребая землю задними лапами. При опасности туко-туко быстро и ловко пятятся вглубь норы задом наперёд — хвост выступает у них органом осязания.
Активны туко-туко в вечерние и ранние утренние часы. Селятся обычно колониями, поскольку участков почв, подходящих для туко-туко, не так много. В благоприятных условиях на участке в 1 км2 живут вместе до 200 особей. Однако одну нору обычно занимает одиночный зверёк или самка с молодняком. Своё название получили из-за характерных громких криков «туку-туку-туко» или «тлок-ток-тлок», предупреждающих об опасности. Питаются зверьки в основном подземными, сочными частями растений и стеблями, которые могут затаскивать вниз под землю. Туко-туко наносят некоторый ущерб посевам и плантациям, повреждая корни культурных растений.
В течение года у самки обычно бывает один помёт из 1—5 детенышей. Беременность длится 103—107 дней. Новорождённые хорошо развиты и уже через несколько дней могут разнообразить молочную диету растительной пищей. В возрасте около года становятся половозрелыми. Продолжительность жизни составляет 3 года.

## Список видов
В настоящее время к семейству относят 38 видов, объединяемых в род Ctenomys. Большому разнообразию видов способствует мозаичность ареала — на большинстве его участков туко-туко живут изолированными популяциями. Ископаемые остатки относят появление гребнемышиных к раннему плиоцену. Видимо, ближайшими родственниками гребнемышиных являются грызуны из семейства восьмизубых.
- Ctenomys andersoni[2]
- Аргентинский туко-туко (Ctenomys argentinus)[3]
- Южный туко-туко (Ctenomys australis)
- Туко-туко Азары (Ctenomys azarae)
- Боливийский туко-туко (Ctenomys boliviensis)
- Ctenomys bonettoi
- Бразильский туко-туко (Ctenomys brasiliensis)
- Туко-туко Кольбума (Ctenomys colburni)
- Туко-туко Коновера (Ctenomys conoveri)
- Чакоанский туко-туко (Ctenomys dorsalis)
- Туко-туко Эмили (Ctenomys emilianus)
- Ctenomys frater
- Жёлтый туко-туко (Ctenomys fulvus)
- Лесной туко-туко (Ctenomys haigi)
- Катамаркский туко-туко (Ctenomys knighti), или туко-туко Найта[4]
- Пёстрый туко-туко (Ctenomys latro)
- Белозубый туко-туко (Ctenomys leucodon)
- Туко-туко Льюиса (Ctenomys lewisi), или водяной туко-туко[4]
- Магелланов туко-туко (Ctenomys magellanicus), или магелланский туко-туко[4]
- Маулийский туко-туко (Ctenomys maulinus), или чилийский туко-туко[4]
- Туко-туко Мендосы (Ctenomys mendocinus)
- Малый туко-туко (Ctenomys minutus)
- Туко-туко Наттерера (Ctenomys nattereri)
- Туко-туко Гойя (Ctenomys occultus)
- Высокогорный туко-туко (Ctenomys opimus)
- Туко-туко Пирсона (Ctenomys pearsoni)
- Перренский туко-туко (Ctenomys perrensis)
- Перуанский туко-туко (Ctenomys peruanus)
- Санлуисский туко-туко (Ctenomys pontifex)
- Туко-туко Порто (Ctenomys porteousi)
- Ctenomys rionegrensis
- Сальтский туко-туко (Ctenomys saltarius)
- Шелковистый туко-туко (Ctenomys sericeus)
- Общественный туко-туко (Ctenomys sociabilis)
- Туко-туко Штейнбаха (Ctenomys steinbachi), или туко-туко Стейнбаха[4]
- Береговой туко-туко (Ctenomys talarum)
- Ошейниковый туко-туко (Ctenomys torquatus)
- Тукуманский туко-туко (Ctenomys tucumanus)
- Массивный туко-туко (Ctenomys tuconax)
- Большой туко-туко (Ctenomys validus)